# Мораль-Реформа
Мораль-Реформа (исп. Moral Reforma) — археологический памятник цивилизации Майя в Мексике, расположенный в штате Табаско. Примерно в 70 милях (110 км) к северо-востоку от Паленке.

## История

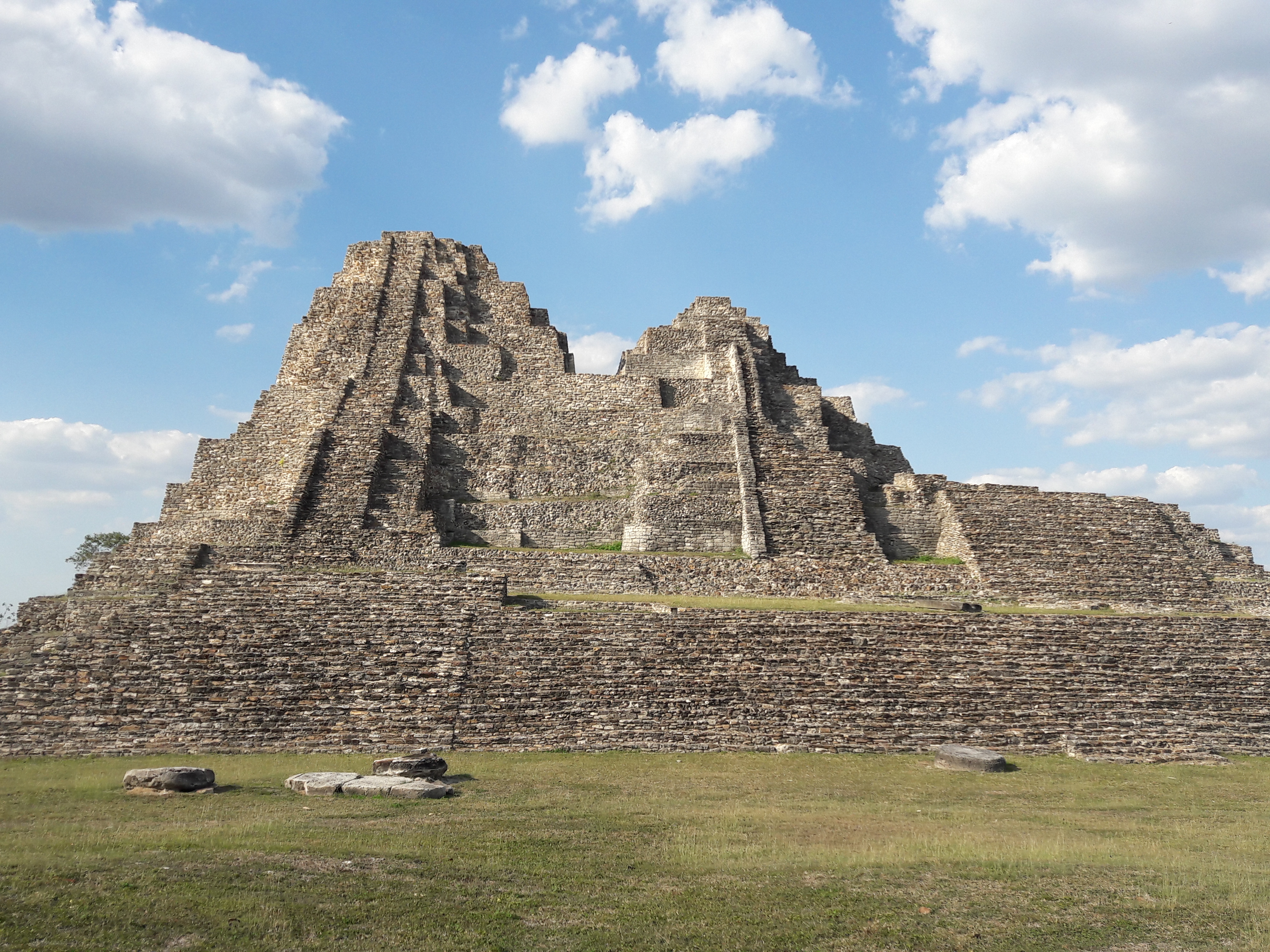
Главная пирамида

Дешифрованы иероглифы на пяти обнаруженных стелах, период расцвета памятника приходится на период с 600 по 750 год н. э.
Юкном-Чен II, правитель Калакмуля, наблюдал за восшествием на престол шестилетнего Мувана Джола, короля Мораль-Реформы, в 662 году н. э. Однако в 690 году н. э. этот же король был поставлен на престол под покровительством Кинич Кан Балама II из Паленке.
В городе практиковались ритуальные обезглавливания.